# Sorex madrensis
Sorex madrensis és una espècie d'eulipotifle de la família de les musaranyes (Soricidae). És endèmica de Guatemala. És un representant del gènere Sorex de mida mitjana. El seu hàbitat natural són les selves nebuloses situades a altituds superiors a 2.300 msnm. El seu nom específic, madrensis, significa ‘de la Sierra Madre’ en llatí. Com que fou descoberta fa poc, encara no se n'ha avaluat l'estat de conservació.